# Georges Seurat

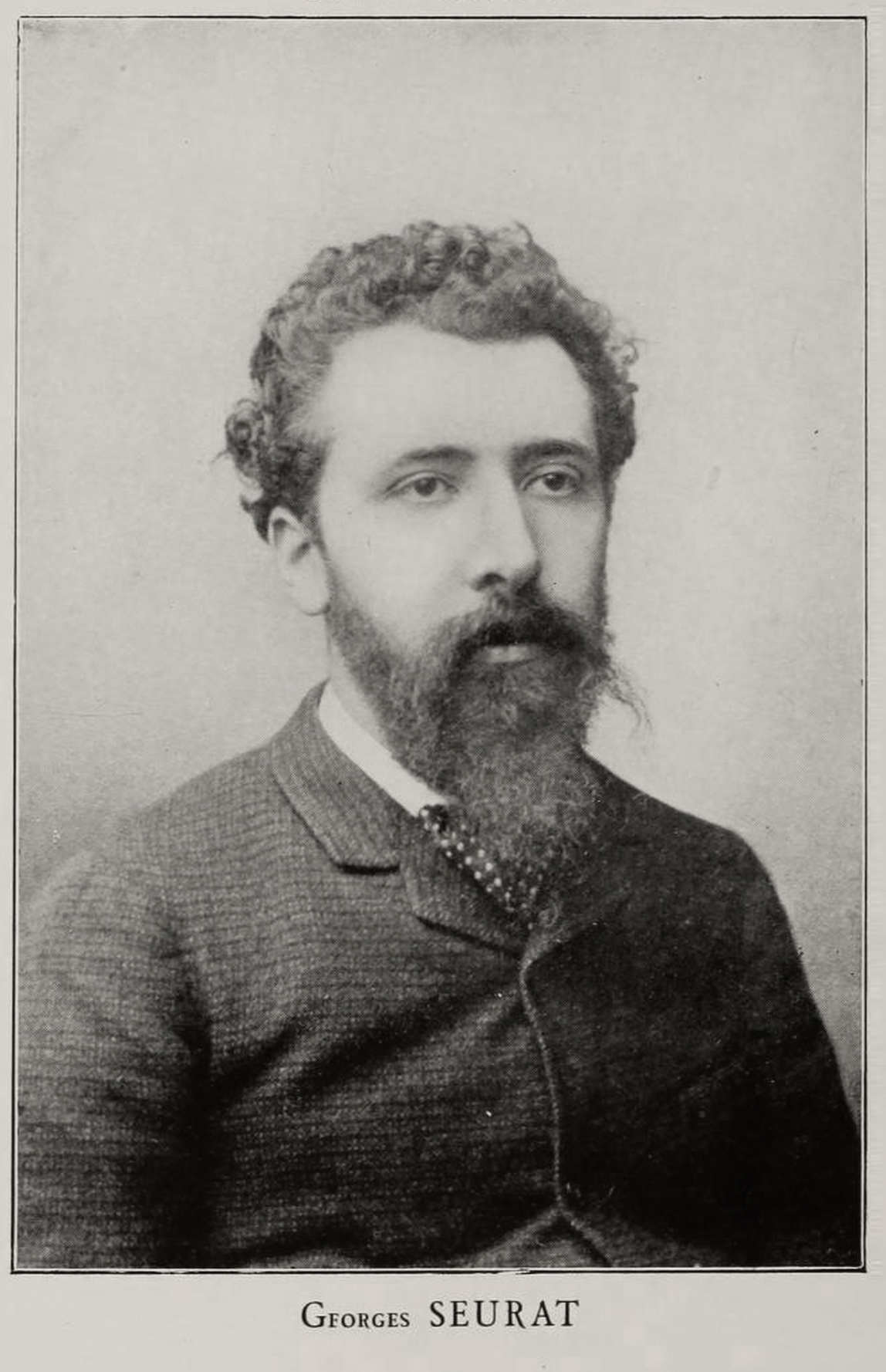
Georges Seurat, Foto aus dem Jahr 1888

Georges-Pierre Seurat ([ʒɔʁʒ pjɛʁ sø'ʁa]; * 2. Dezember 1859 in Paris; † 29. März 1891 ebenda) war ein französischer Maler und Zeichner und, neben Paul Signac, wichtigster Vertreter des Pointillismus.

## Leben

### Kindheit und Jugend

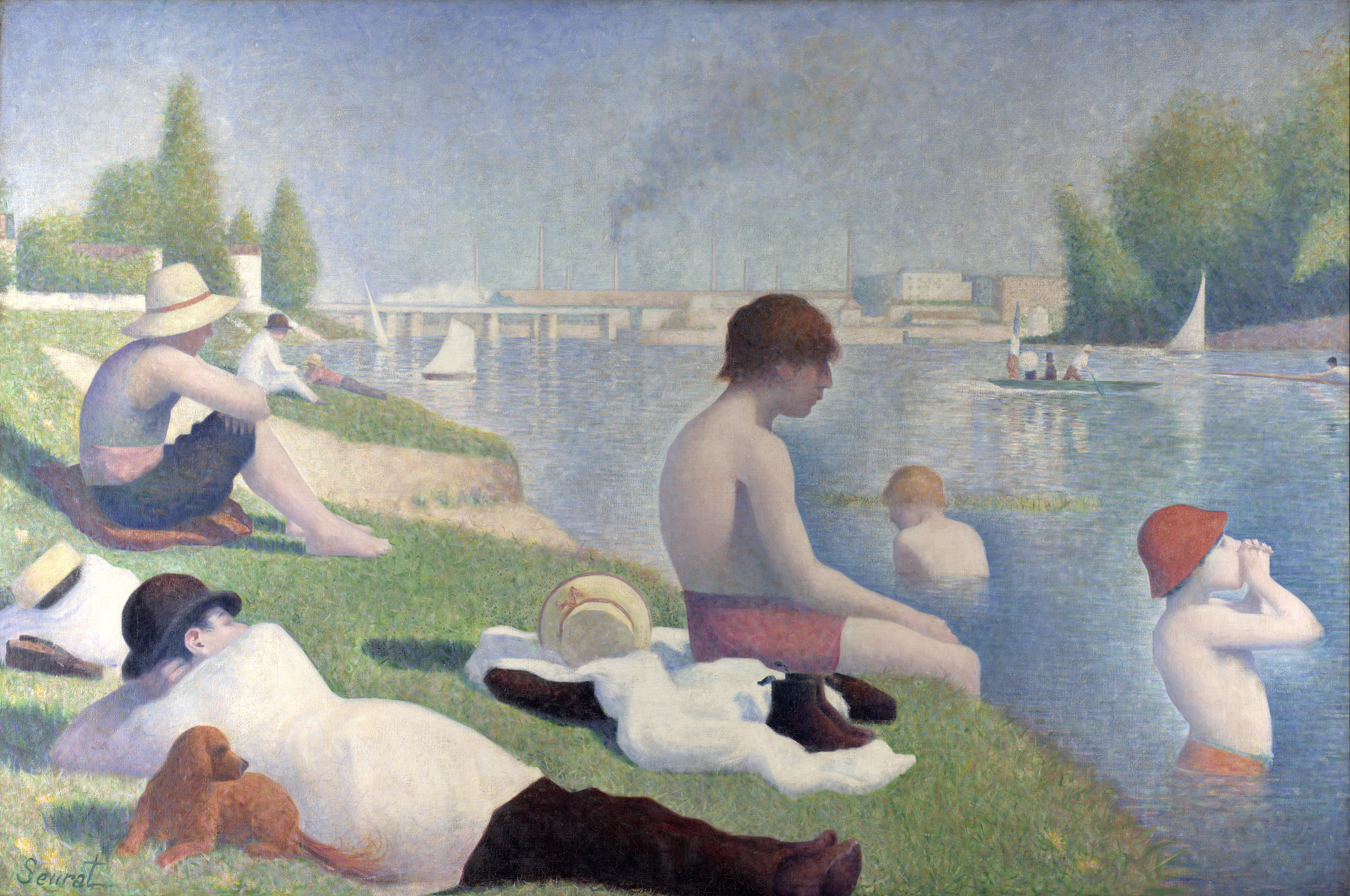
Badestelle in Asnières 1883/1884

Georges-Pierre Seurat wurde am 2. Dezember 1859 in der Rue de Bondy 60 in Paris geboren. Sein Vater war ein Gerichtsdiener im Ruhestand, der ein kleines Vermögen zusammengespart hatte. Er wohnte zurückgezogen in seinem Sommerhaus in Le Raincy und besuchte seine Familie nur einmal in der Woche. Die Mutter Georges Seurats, Ernestine Faivre, stammte aus einer Familie der wohlhabenden Pariser Mittelschicht. Zwischen 1869 und 1876 besuchte Seurat verschiedene Gymnasien, während der Regierung der Pariser Kommune vom 18. März bis zum 28. Mai 1871 verließ die Familie Seurat Paris und lebte in Fontainebleau. Während der Schulzeit wurde er von seinem Onkel Paul Haumonté-Faivre, einem Textilhändler und Amateurmaler, in die Malerei eingeführt. 1875 bis 1877 nahm Georges Seurat zudem an von dem Bildhauer Justin Marie Lequien geleiteten Zeichenkursen einer städtischen Abendschule teil. In dieser Zeit beschäftigte er sich mit dem Buch „Grammatik der Zeichenkünste“ von Charles Blanc, in dem er der Idee begegnete, dass Farben Gesetzmäßigkeiten unterliegen, die gelehrt werden können. Im Zeichenkurs lernte Seurat zudem Edmond Aman-Jean kennen, mit dem er Freundschaft schloss und im Februar 1878 an der École des Beaux-Arts aufgenommen wurde. Am 19. März 1878 trat Seurat in die Malklasse von Henri Lehmann, einem weniger bedeutenden Schüler von Jean-Auguste-Dominique Ingres, ein, wo er Ernest Laurent kennenlernte. Daneben studierte er die Alten Meister im Louvre.

### Berufsleben
1879 verließ Georges Seurat die École des Beaux-Arts. Diese Entscheidung folgte auf einem Besuch der 1879er Ausstellung der Impressionisten, in der Bilder von Edgar Degas, Camille Pissarro und Claude Monet zu sehen waren. Seurat wendete sich zunehmend von den akademischen Idealen ab. Zusammen mit Edmond Aman-Jean und Ernest Laurent mietete er ein Atelier in der Rue de l’arbalète. Zwischen November 1879 und November 1880 leistete Seurat seinen Militärdienst in Brest ab. Währenddessen fertigte er Skizzen an und las „Die Phänomene des Sehens“ von David Sutter. Nach der Rückkehr aus Brest mietete er einen Raum in der Rue de Chabrol, in dem er in der Folge seine Werke malte. Er setzte sich wie kaum ein anderer Künstler mit optischen Problemen auseinander und beschäftigte sich mit Physik, Geometrie und verschiedenen theoretischen Werken. Unter anderem studierte er Eugène Chevreuls Werk über den Simultankontrast der Farben und den Farbkreis. Im Jahr 1881 unternahm Seurat zusammen mit Aman-Jean einige kleine Reisen in das Umland von Paris. Im Zuge seiner theoretischen Studien setzte er sich mit der Farbenlehre von Ogden Nicholas Rood auseinander und beschäftigte sich mit den Werken Eugène Delacroix’, der in der Sankt-Agnes-Kapelle von Saint-Sulpice Versuche mit dem System der Komplementärfarben gemacht hatte. Mit Charles Henry diskutierte Seurat über Dynamogenie, worunter der junge Wissenschaftler die Lehre von Kontrast, Rhythmus und Maß fasste. Ausgehend von der Beschäftigung mit den Farbtheorien führte Seurat Versuche auf Holztafeln und Leinwänden durch, zuerst mit Farbmischungen, dann mit getrennten Farbpunkten.

Ein Sonntagnachmittag auf der Insel La Grande Jatte, 1884

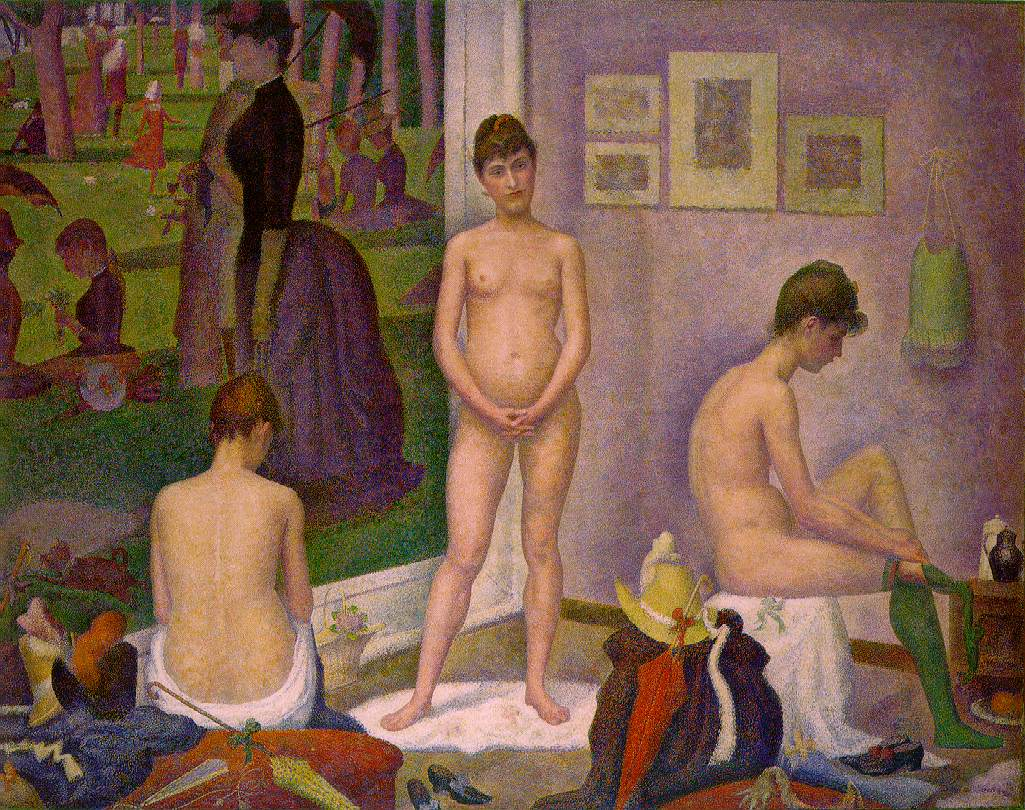
Les Poseuses, 1888

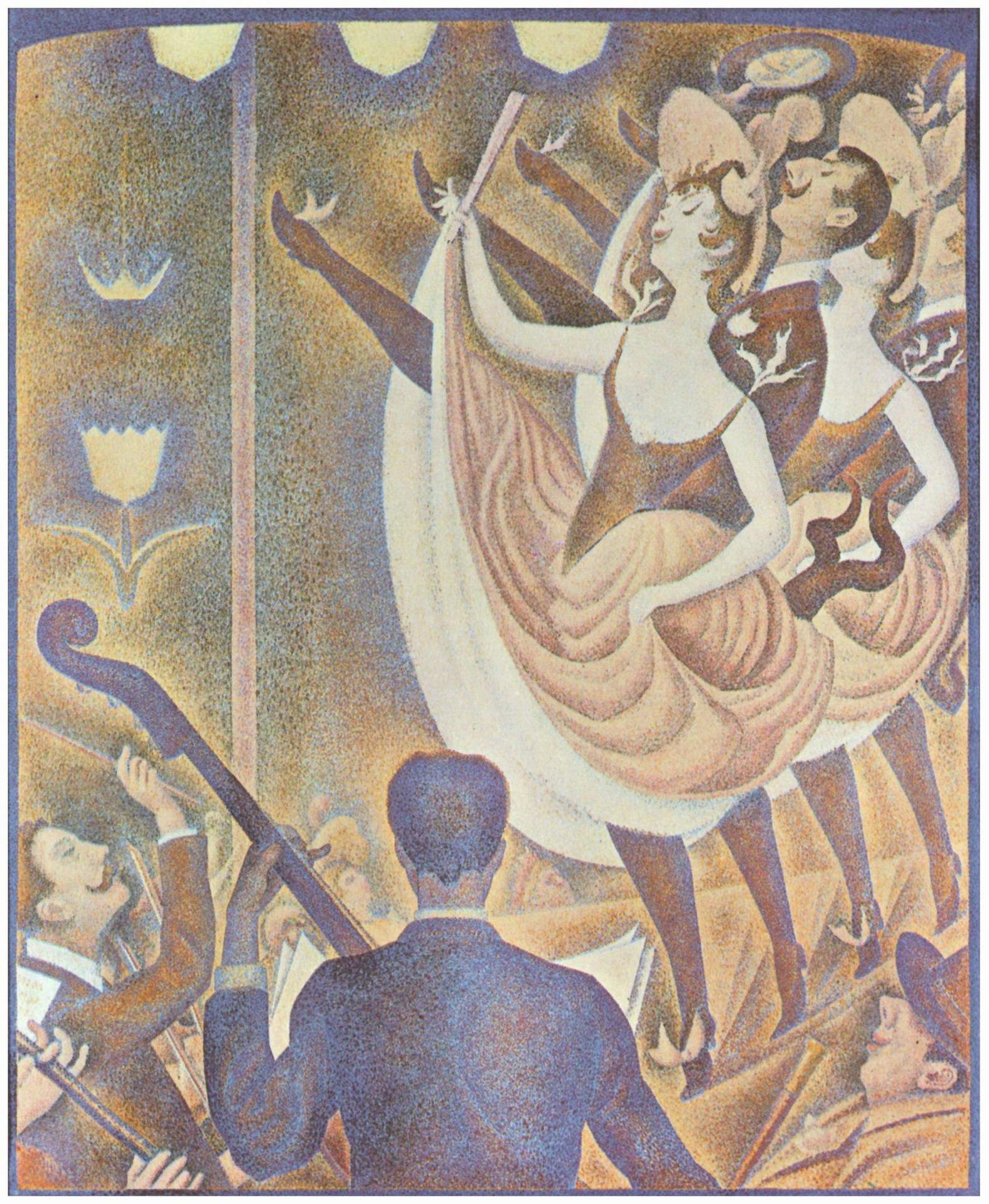
Can-Can (Le Chahut) 1889–1890

Georges Seurat war im Jahr 1883 erstmals und zum einzigen Mal im Pariser Salon vertreten. Dort wurde seine Zeichnung Porträt von Aman-Jean gezeigt. Im Folgejahr wurde das erste große Gemälde Seurats, Eine Badestelle bei Asnières vom Salon abgelehnt. Stattdessen wurde dieses Bild in der Ausstellung der Societé des Artistes Indépendants präsentiert. Dort lernte er Paul Signac kennen, mit dem ihn in der Folge eine Freundschaft verband. Im folgenden Jahr wurde er durch Signac in die künstlerische Avantgarde und den Kreis der symbolistischen Literaten eingeführt. Dabei war er im Gegensatz zu vielen anderen Künstlern dieser Zeit nicht von einer großen Bewundererschar umgeben und beim Publikum besonders beliebt. Seurat pflegte Kontakte zu den letzten Malern des Realismus sowie zu Symbolisten und Dekadenten. Im Jahr 1886 stellte Seurat sein Bild Ein Sonntagnachmittag auf der Insel La Grande Jatte und neun weitere Werke in der letzten Ausstellung der Impressionisten aus. Seine Malweise wurde von dem Kunstkritiker Félix Fénéon ausführlich und sachlich erläutert. Der belgische Dichter Émile Verhaeren lud Georges Seurat zur nächsten Ausstellung der Avantgardegruppe „Les Vingt“ ein. Im Herbst 1886 zog Seurat in sein neues Atelier am Boulevard de Clichy.

### Letzte Jahre und Tod
Am 2. Februar 1887 nahm Georges Seurat zusammen mit Signac an der Eröffnung der Ausstellung von Les Vingt teil. Dort war er mit sieben Gemälden vertreten. Im selben Jahr formierte sich die von Signac begründete Gruppe der Neoimpressionisten, in der unter anderem mit Charles Angrand, Maximilien Luce und Albert Dubois-Pillet neben Seurat Vertreter der pointillistischen Maltechnik waren. Im Januar 1888 stellte Georges Seurat neben seinen Künstlerfreunden in den Räumlichkeiten der von Fénéon geleiteten „Revue Indépendante“ aus. Im Sommer reiste er an den Ärmelkanal. Dort fertigte er zahlreiche Seestücke an. Seurat nahm im Februar des Folgejahres zum zweiten Mal an der Ausstellung der Künstlervereinigung Les Vingt in Brüssel teil. Von internen Streitigkeiten verunsichert, entfernte sich Seurat zunehmend von seinen Freunden. Er begegnete Madeleine Knobloch, mit der er ab Oktober in einem Atelier in der Passage de l’Élysée-des-Beaux-Arts zusammenlebte.
Madeleine Knobloch gebar am 16. Februar 1890 Seurats Sohn Pierre Georges. Georges Seurat wurde von Jules Christophe ein Heft gewidmet, das in der von Fénéon geleiteten Reihe „Les Hommes d’Aujourd’hui“ erschien. Den Sommer verbrachte er in Gravelines. Dort malte er erneut Seestücke an der Nordsee. In der Ausstellung der Brüssler Künstlergruppe Les Vingt des Jahres 1891 nahm Georges Seurat erneut teil und zeigte dort das Bild Le Chahut und sechs Landschaftsgemälde. Im Salon des Indépendants zeigte er das noch nicht fertiggestellte Bild Zirkus.
Am 29. März 1891 verstarb Georges Seurat an Diphtherie. Zwei Tage später wurde er auf dem Friedhof Père-Lachaise in Paris beigesetzt. Sein Sohn starb kurze Zeit später an derselben Krankheit. Paul Signac, Félix Fénéon und Maximilien Luce fertigten am 3. Mai 1891 in Seurats Atelier ein Inventar seines Nachlasses an. Seine Geliebte Madeleine Knobloch erhielt einige Werke als Erbteil und wendete sich infolge von Streitigkeiten von der Familie Seurat ab.

## Werke (Auswahl)
Für das malerische Gesamtwerk von Seurat siehe die Liste der Gemälde von Georges Seurat.
- Wald in Pontaubert, 1881, Metropolitan Museum of Art, New York
- Morgenspaziergang, 1885, National Gallery, London
- Le Bec du Hoc, 1885, Tate Gallery, London
- Le Bec du Hoc, Grandcamp, 1885, Tate Gallery, London
- Le port d’Honfleur, 1886, Kröller-Müller Museum, Otterlo
- Les Poseuses, 1888, Barnes Foundation, Philadelphia
- Ein Abend am Kanal von Gravelines, 1890
- Der Zirkus, 1890/1891, Musée d’Orsay, Paris
- Eiffel Tower, ca. 1889, Legion of Honor, San Francisco
- Die Seine bei Courbevoie, 1885, unbekannt

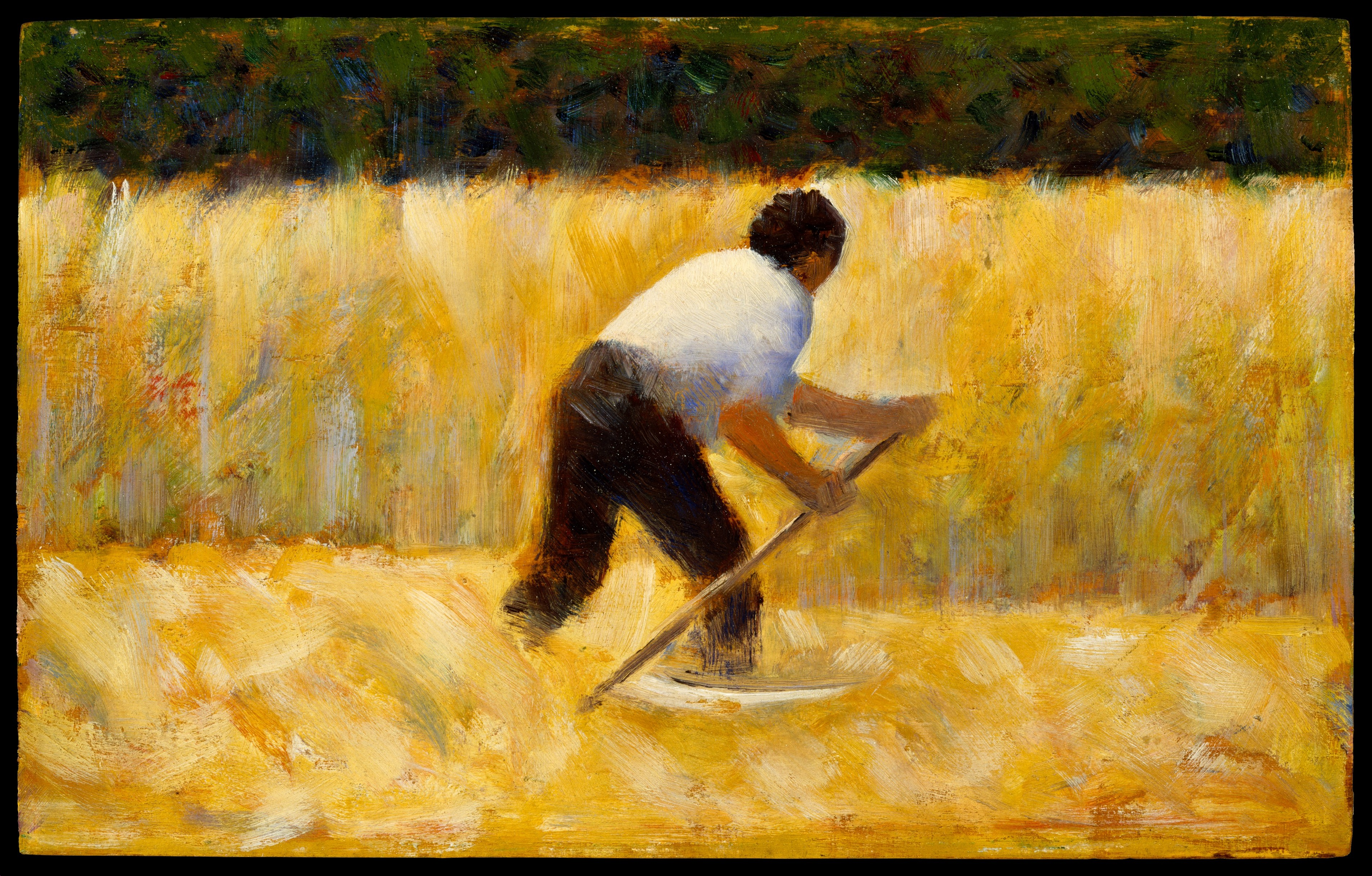
The Mower, 1881/82, Metropolitan Museum of Art, New York
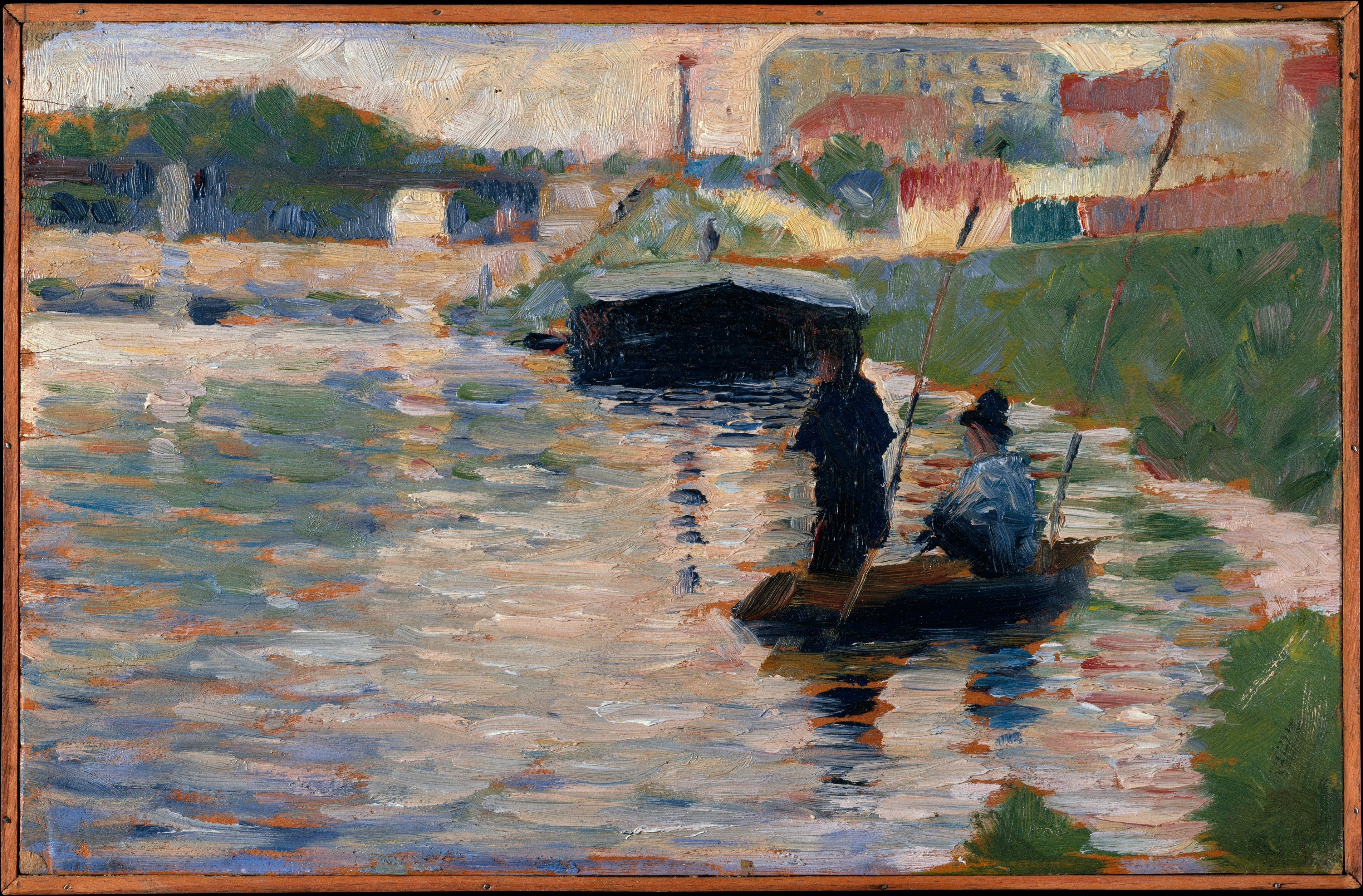
View of the Seine, 1882/83, Metropolitan Museum of Art, New York
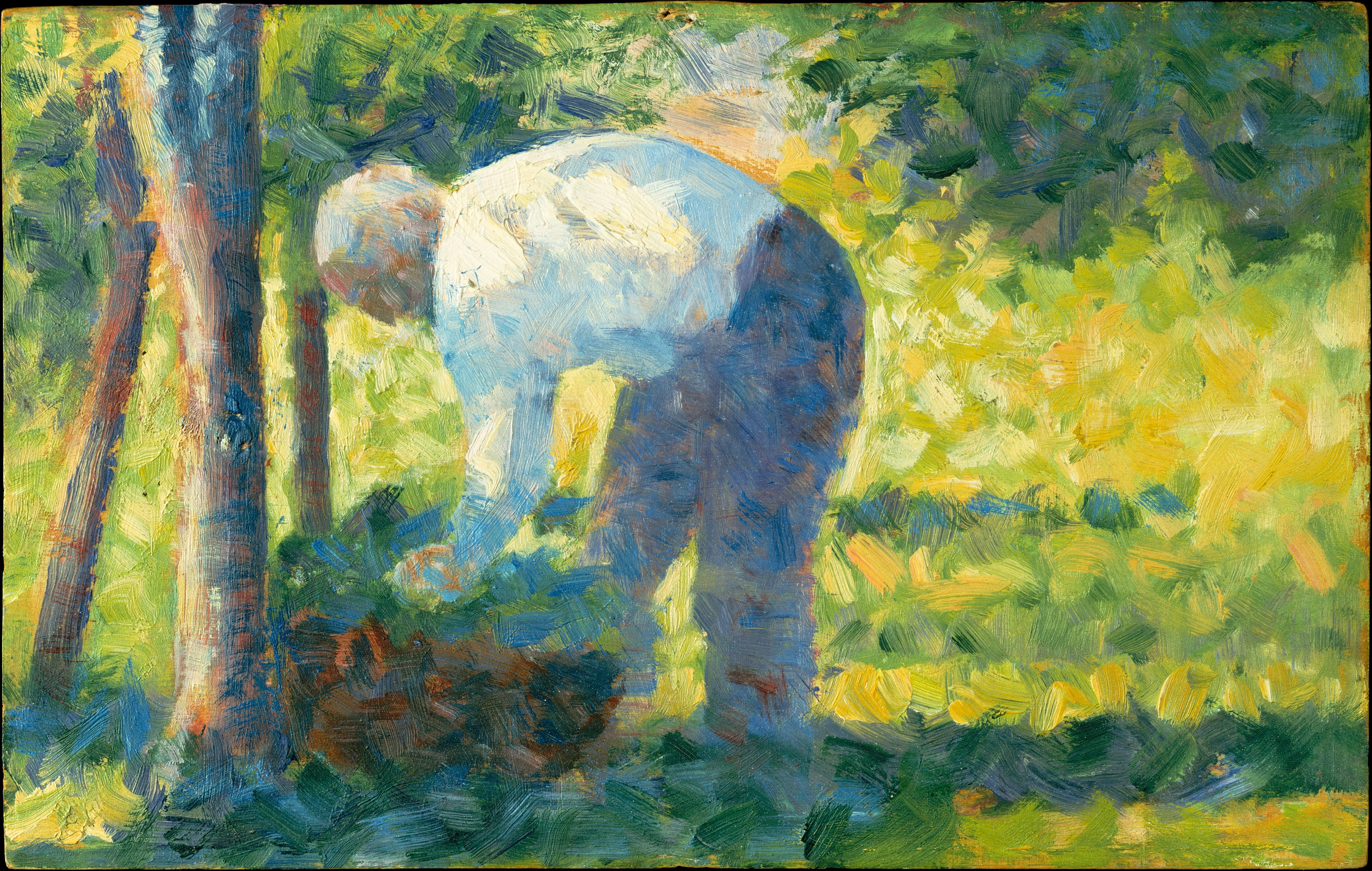
The Gardener, 1882/83, Metropolitan Museum of Art, New York
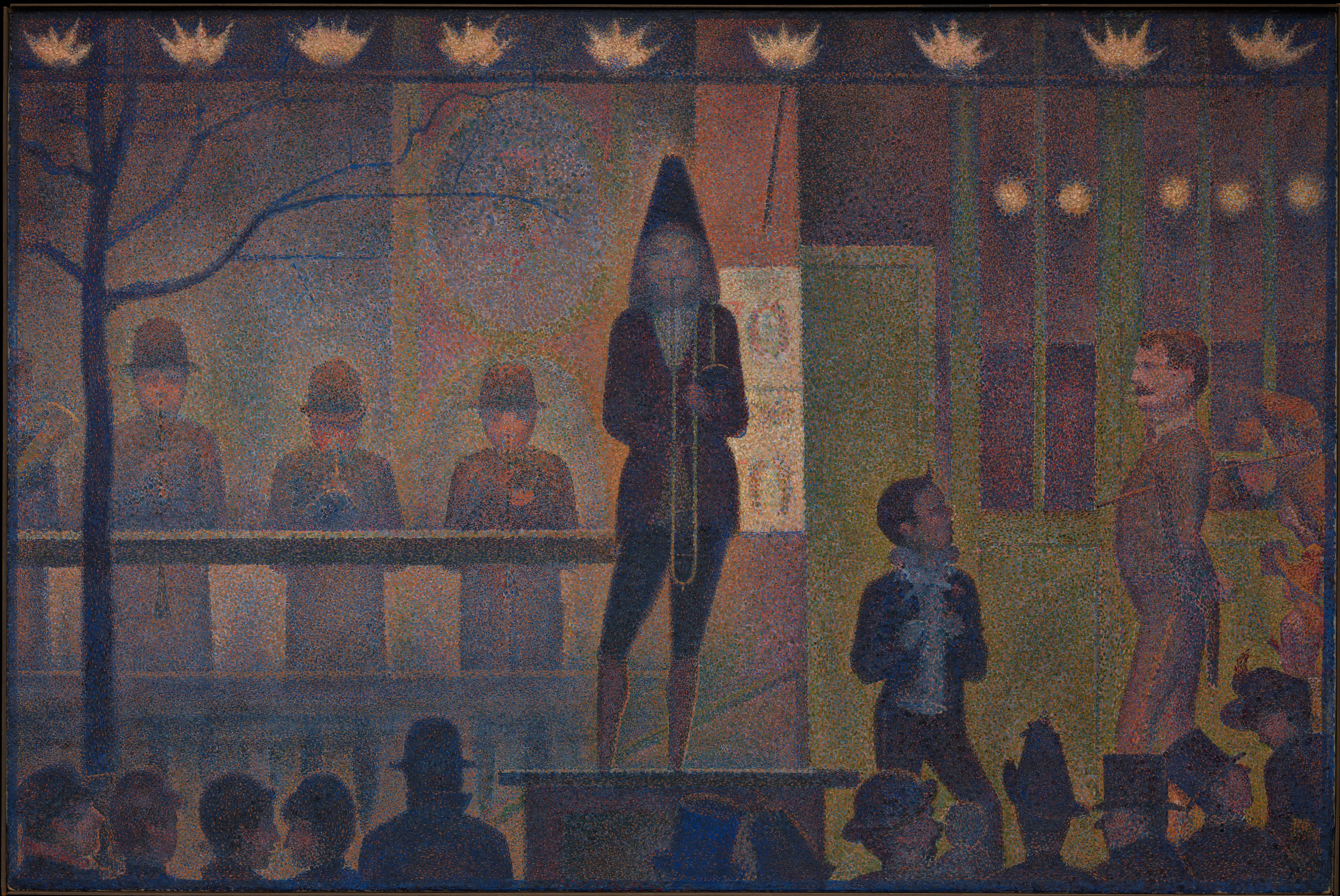
Parade de cirque, 1887/88, Metropolitan Museum of Art, New York
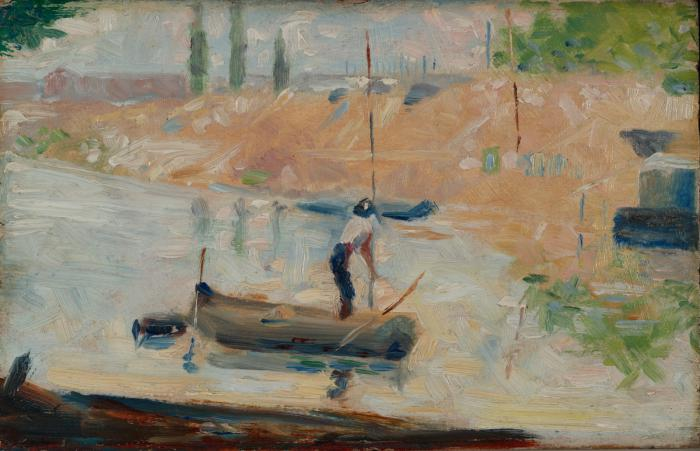
Mann in einem Boot, etwa 1884, Courtauld Institute, London
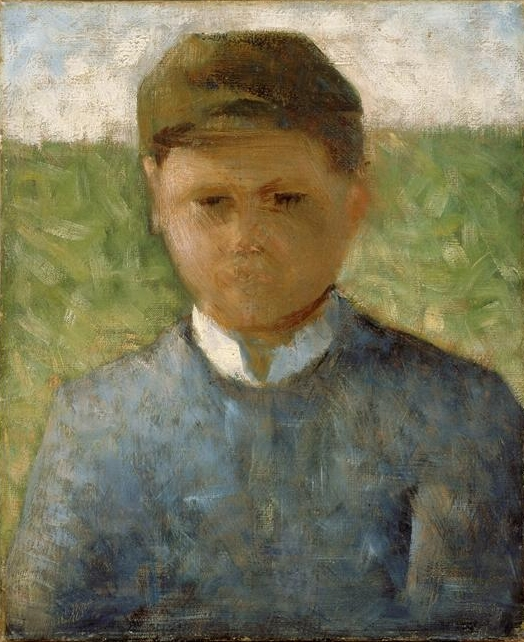
Le petit paysan en bleu, etwa 1882, Musée d’Orsay, Paris

Auf dem Kunstmarkt werden heute für seine Ölgemälde bis zu 1,5 Millionen US-Dollar bezahlt.

## Ausstellungen
Im Jahr 1964 wurden Arbeiten von ihm auf der documenta III in Kassel in der Abteilung Handzeichnungen gezeigt.
Vom 2. November 2009 bis zum 17. Januar 2010 zeigte das Kunsthaus Zürich mehr als 70 Gemälde und Zeichnungen, die aus bedeutenden öffentlichen und privaten Sammlungen aus London, Paris, New York und Washington stammen. Danach wanderte diese Ausstellung zur Schirn Kunsthalle in Frankfurt am Main, wo sie vom 4. Februar bis zum 9. Mai 2010 mit dem Titel Georges Seurat. Figur im Raum gezeigt wurde.

## Ehrungen
Der 1977 entdecke Asteroid (6678) Seurat wurde nach ihm benannt.